# Andromeda (mitologia)
Andromeda (gr. Ἀνδρομέδα Androméda, Ἀνδρομέδη Andromédē, łac. Andromeda) – w mitologii greckiej królewna etiopska. Uchodziła za córkę Cefeusza (Kefeusa) i Kasjopei oraz za żonę Perseusza.

## Postać mitologiczna
Jej matka chełpiła się tym, że jest piękniejsza od Nereid. Nimfy poprosiły Posejdona, by ten ukarał królową za jej pychę. Bóg zesłał na jej kraj Ketosa, morskiego potwora. Król Cefeusz udał się do Ammona w oazie Siwa na Pustyni Libijskiej, by przebłagać bogów. Wyrocznia zażądała wydania na ofiarę Andromedy. Gdy lud się o tym dowiedział, zmusił go, by posłuchał rady wyroczni. Andromeda została przykuta do skały i pozostawiona na pożarcie. W ostatniej chwili została uratowana przez Perseusza, powracającego z wyprawy przeciw gorgonie. Perseusz zabił potwora i pojął Andromedę za żonę. W tym samym czasie brat Cefeusza, Fineus, który był zaręczony z Andromedą, uknuł spisek przeciw Perseuszowi. Ten wykrył spisek i, ukazując swym wrogom głowę gorgony, zamienił ich w kamień. Perseusz zabrał żonę do Argos, a następnie do Tyrynsu, gdzie Andromeda urodziła jego synów o imionach Perses, Alkajos, Stenelos, Helehos, Mestor, Elektryon i córkę Gorgofonę.
Bogowie przemienili ją po śmierci w gwiazdozbiór nieba północnego.

## Gwiazdozbiór
Mityczna Andromeda jest identyfikowana z gwiazdozbiorem Andromedy (Andromeda). Widnieje na niebie niedaleko konstelacji, Kasjopei (Cassiopeia), Cefeusza (Cepheus), Perseusza (Perseus), Pegaza (Pegasus), Wieloryba (Cetus), które są z nim mitologicznie powiązane. Imieniem królewny nazwano galaktykę – Galaktyka Andromedy (Wielka Mgławica w Andromedzie).

## Przedstawienia artystyczne
Wyobrażenie o królewnie przejawia się w sztukach plastycznych, między innymi w greckim malarstwie wazowym (malowidła wazowe z V wieku p.n.e.), mozaikach, rzymskim malarstwie pompejańskim, rzeźbie, malarstwie (Uwolnienie Andromedy Jacopo Tintoretta, Perseusz i Andromeda i Andromeda Petera Paula Rubensa, Andromeda Rembrandta) i w literaturze (tragedia Andromeda Sofoklesa, tragedia Andromeda Eurypidesa, tragedia Andromeda z 1650 roku autorstwa Pierre’a Corneille).

Andromeda w sztuce
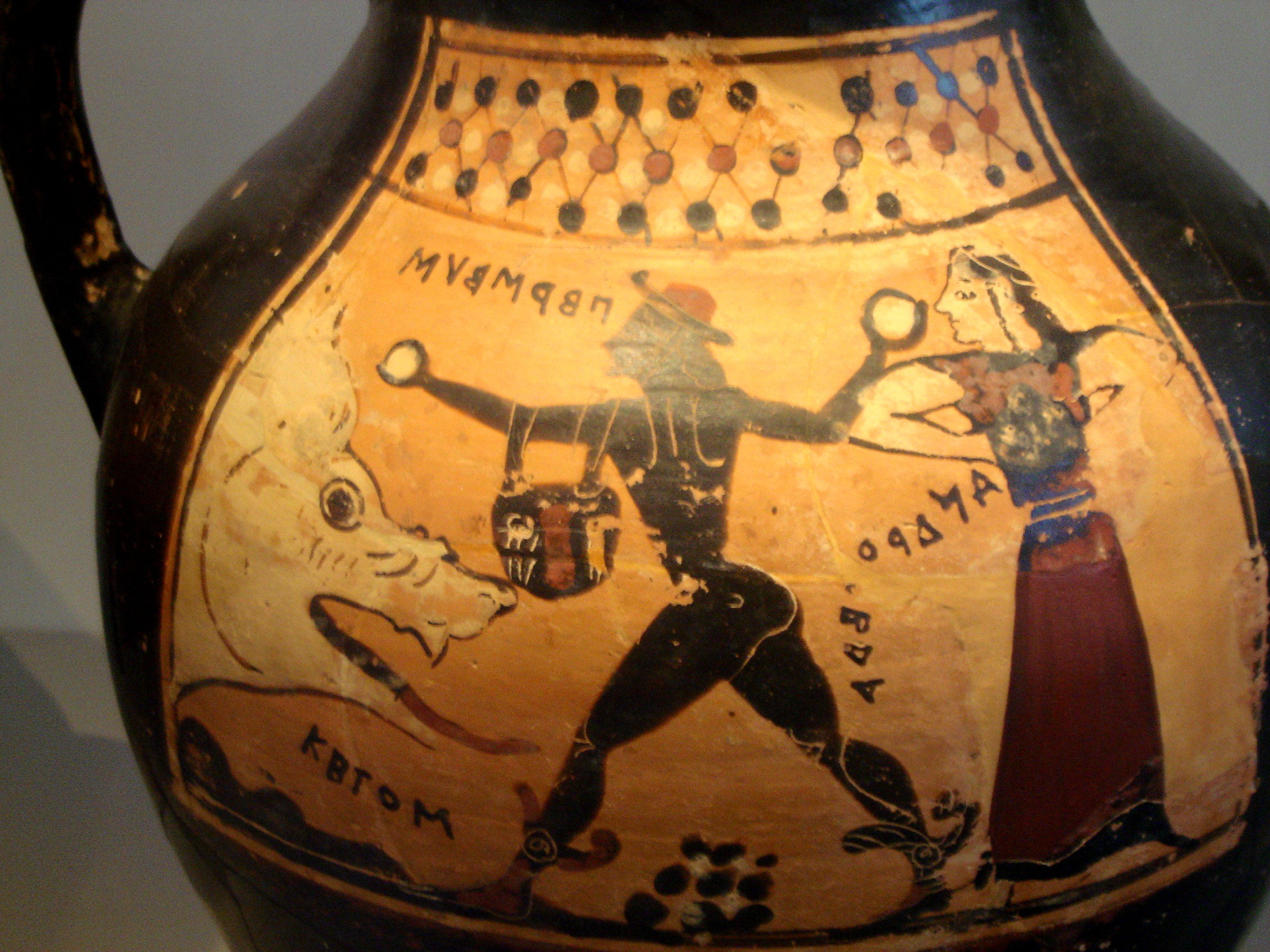
Ketos, Perseusz i Andromeda, malowidło na korynckim naczyniu czarnofigurowym, Stare Muzeum, Berlin
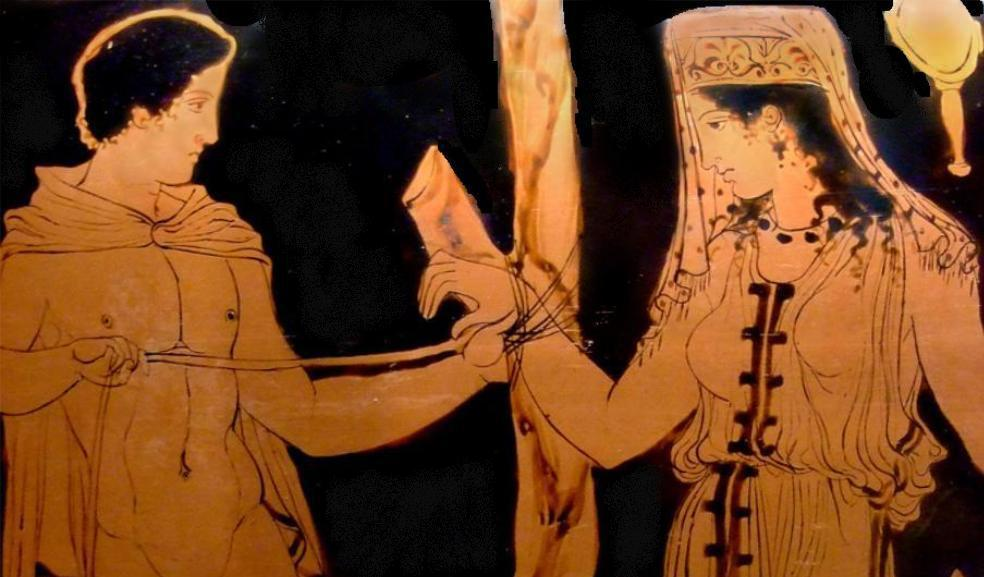
Perseusz i Andromeda, malowidło na greckim naczyniu czerwonofigurowym (Apulia, IV wiek p.n.e.)
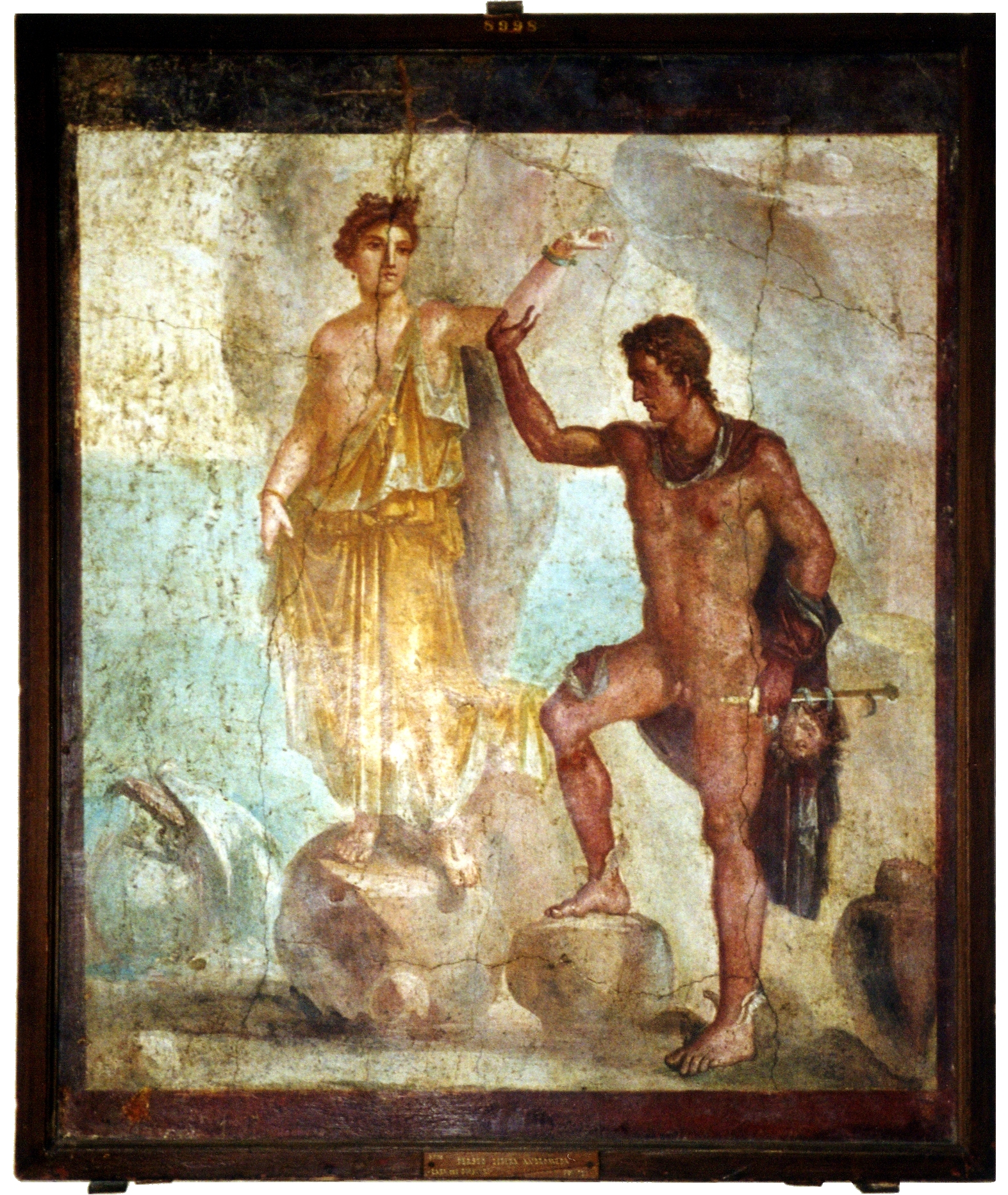
Mały rzymski fresk odnaleziony w ruinach miasta Pompeje
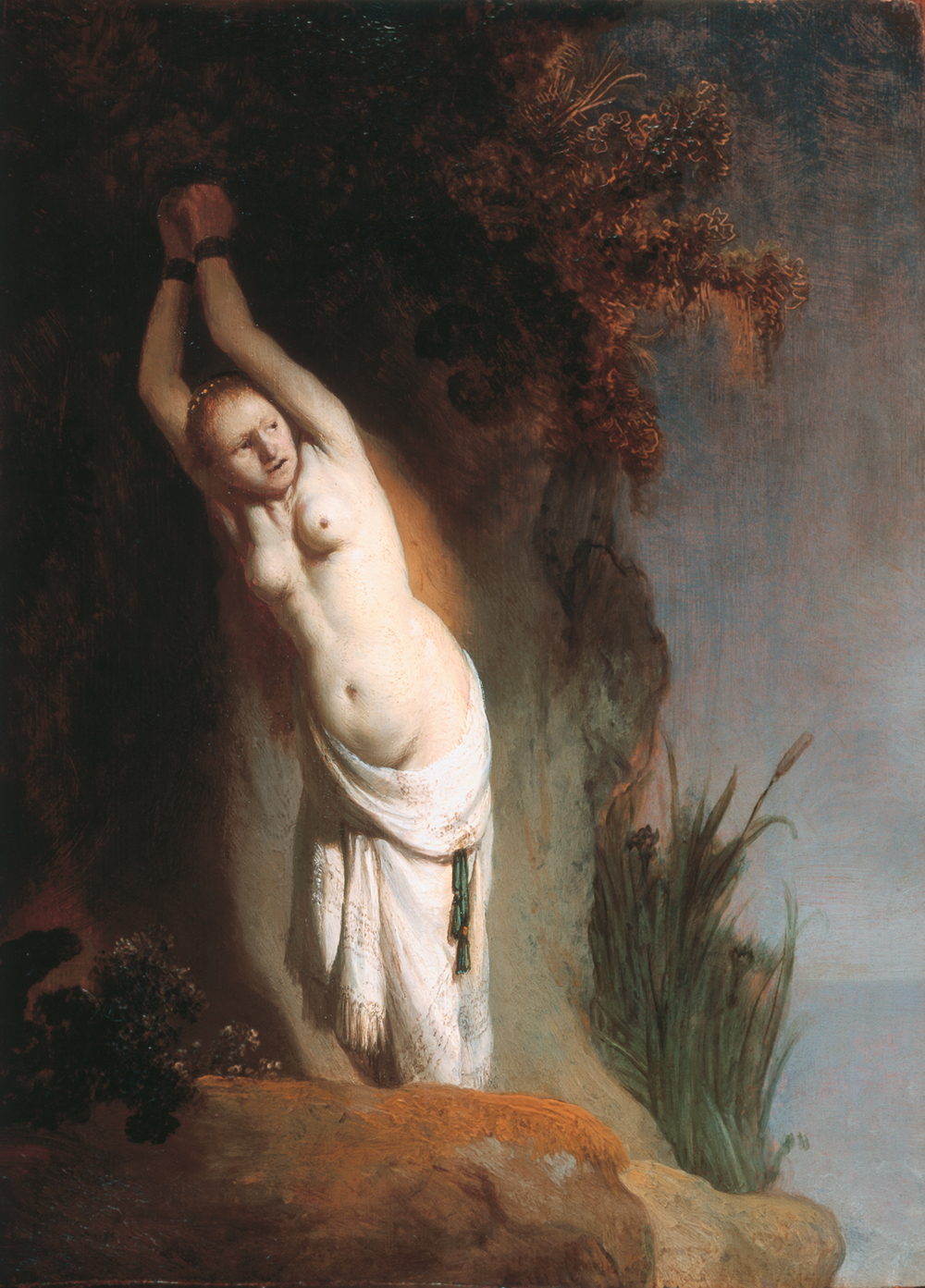
Andromeda przykuta do skał, Rembrandt (1630)
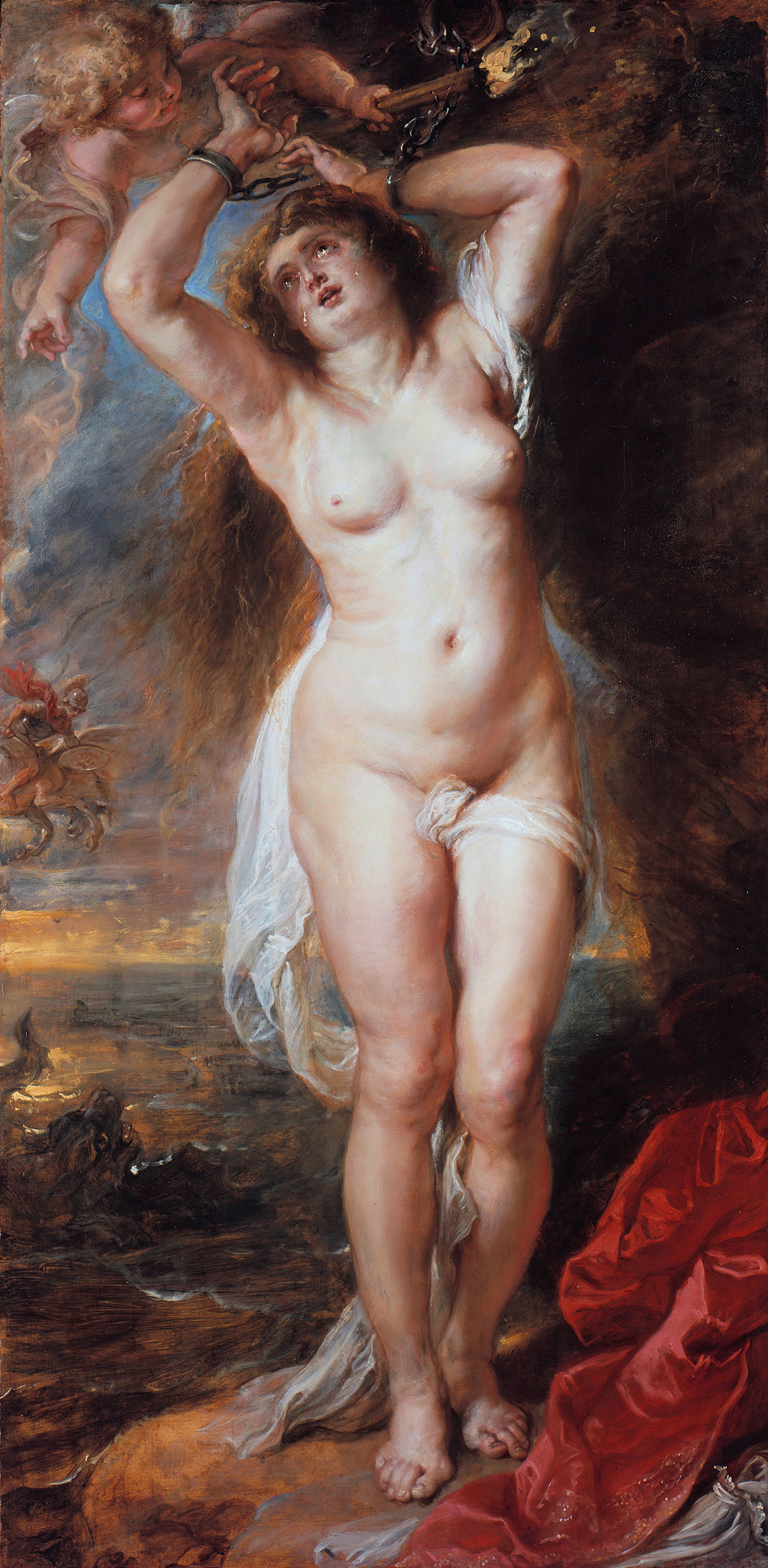
Andromeda, Peter Paul Rubens
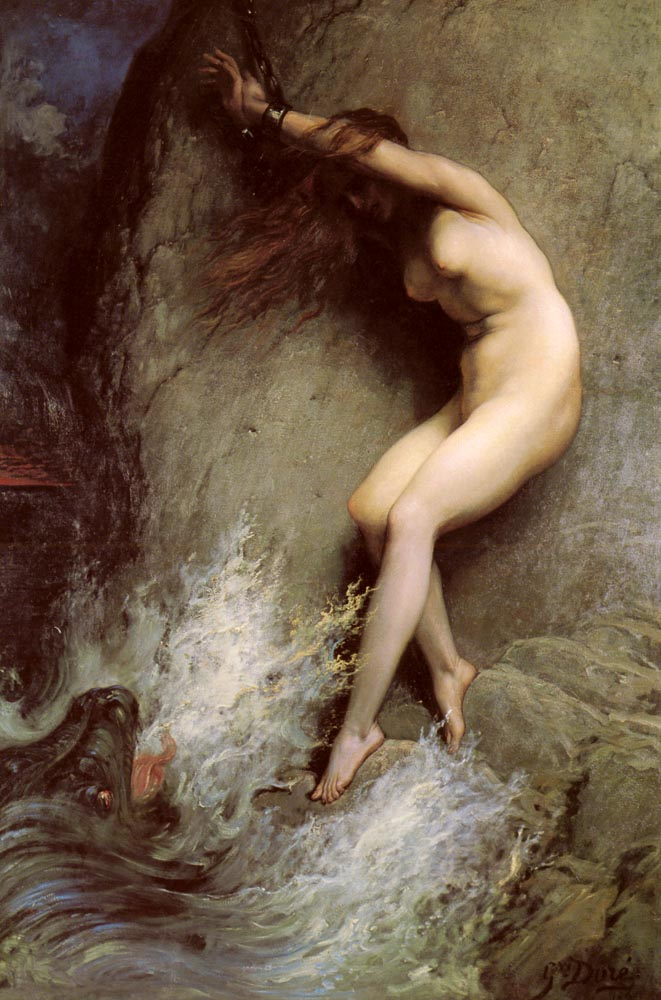
Andromeda przykuta do skały na obrazie Gustawa Doré